# Pancorius taiwanensis
Pancorius taiwanensis là một loài nhện trong họ Salticidae.
Loài này thuộc chi Pancorius. Pancorius taiwanensis được Bao & Peng miêu tả năm 2002.